# 吉村明美
吉村明美（3月5日—），日本漫畫家，長崎縣出身，目前居住在札幌市。

## 經歷
當過上班族，因不喜歡電車通勤而決心改行，1980年在小學館的少女漫畫雜誌《Petit comic》10月號上以〈まちぼうけ花〉出道。代表作是《麒麟館之戀》及獲得第39回小學館漫畫賞的《薔薇戀曲》（大然版舊譯薔薇之戀）。

## 作品
吉村明美的長篇作品有《ようこそ青》、《P.S.あいらぶゆう》、《麒麟館之戀》、《薔薇戀曲》、《真情比海深》、《守護真情人》、《追夢戀曲》。